# أثنز (ويسكونسن)
أثنز (بالإنجليزية: Athens, Wisconsin) هي قرية تقع في الولايات المتحدة في مقاطعة ماراثون. يقدر عدد سكانها بـ 1,105 نسمة ومساحتها 6.37 كم2 وترتفع عن سطح البحر 427 متر.

## التركيبة السكانية
قام مكتب تعداد الولايات المتحدة بتحديد بيانات التركيبة السكانية لأثنز في تعداد الولايات المتحدة. في ما يلي، التركيبة السكانية حسب تعدادي 2000 و2010.

### تعداد عام 2000
بلغ عدد سكان أثينا 1,102 نسمة بحسب تعداد عام 2000، وبلغ عدد الأسر 359 أسرة وعدد العائلات 199 عائلة مقيمة في البلدة.
وتوزع التركيب العرقي للبلدة بنسبة 92.29% من البيض و 0.18% من الأمريكيين الأصليين و 1.54% من الأمريكيين ذوي الأصول الآسيوية و 0.09% من سكان جزر المحيط الهادئ و 4.81% من الأمريكيين الأفارقة و 1.09% من عرقين مختلطين أو أكثر.
بلغ عدد الأسر 359 أسرة كانت نسبة 20.3% منها لديها أطفال تحت سن الثامنة عشر تعيش معهم، وبلغت نسبة الأزواج القاطنين مع بعضهم البعض 43.7% من أصل المجموع الكلي للأسر، ونسبة 10.0% من الأسر كان لديها معيلات من الإناث دون وجود شريك، وكانت نسبة 44.3% من غير العائلات. تألفت نسبة 32.9% من أصل جميع الأسر من أفراد ونسبة 14.8% كانوا يعيش معهم شخص وحيد يبلغ من العمر 65 عاماً فما فوق. وبلغ متوسط حجم الأسرة المعيشية 2.74، أما متوسط حجم العائلات فبلغ 2.14.
بلغ العمر الوسطي للسكان 24 عاماً. وكانت نسبة 12.7% من القاطنين تحت سن الثامنة عشر، وكانت نسبة 40.1% بين الثامنة عشر والأربعة وعشرون عاماً، ونسبة 17.4% كانت واقعةً في الفئة العمرية ما بين الخامسة والعشرون حتى والأربعة وأربعون عاماً، ونسبة 17.4% كانت ما بين الخامسة والأربعون حتى الرابعة والستون، ونسبة 12.3% كانت ضمن فئة الخامسة والستون عاماً فما فوق. يوجد لكل 100 أنثى 147.6 ذكر، ويوجد لكل 100 أنثى في الثامنة عشر من عمرها فما فوق 156.5 ذكر.
بلغ متوسط دخل الأسرة في البلدة 27,260 دولار، أما متوسط دخل العائلة فبلغ 45,694 دولار. وكان متوسط دخل الذكور 28,214 دولار مقابل 20,268 دولار للإناث. وسجل دخل الفرد الخاص بالبلدة 13,553 دولار. وكانت نسبة 9.7% من العائلات ونسبة 20.7% من السكان تحت خط الفقر، وكان من هؤلاء نسبة 17.1% تحت سن الثامنة عشر ونسبة 9.6% في الخامسة والستين من العمر وما فوق.

### تعداد عام 2010
بلغ عدد سكان أثنز 1,105 نسمة بحسب تعداد عام 2010، وبلغ عدد الأسر 471 أسرة وعدد العائلات 298 عائلة مقيمة في القرية. في حين سجلت الكثافة السكانية 449.2 نسمة لكل ميل مربع (173.4/كم2). وبلغ عدد الوحدات السكنية 503 وحدة بمتوسط كثافة قدره 204.5 لكل ميل مربع (79.0/كم2).
وتوزع التركيب العرقي للقرية بنسبة 96.2% من البيض و 0.2% من الأمريكيين الأصليين و 0.2% من الأمريكيين ذوي الأصول الآسيوية و 0.2% من الأمريكيين الأفارقة و 0.8% من عرقين مختلطين أو أكثر.
بلغ عدد الأسر 471 أسرة كانت نسبة 30.1% منها لديها أطفال تحت سن الثامنة عشر تعيش معهم، وبلغت نسبة الأزواج القاطنين مع بعضهم البعض 50.7% من أصل المجموع الكلي للأسر، ونسبة 8.1% من الأسر كان لديها معيلات من الإناث دون وجود شريك، بينما كانت نسبة 4.5% من الأسر لديها معيلون من الذكور دون وجود شريكة وكانت نسبة 36.7% من غير العائلات. تألفت نسبة 30.1% من أصل جميع الأسر من أفراد ونسبة 14.4% كانوا يعيش معهم شخص وحيد يبلغ من العمر 65 عاماً فما فوق. وبلغ متوسط حجم الأسرة المعيشية 2.96، أما متوسط حجم العائلات فبلغ 2.35.
بلغ العمر الوسطي للسكان 39.5 عاماً. وكانت نسبة 24.7% من القاطنين تحت سن الثامنة عشر، وكانت نسبة 7.6% بين الثامنة عشر والأربعة وعشرون عاماً، ونسبة 25.7% كانت واقعةً في الفئة العمرية ما بين الخامسة والعشرون حتى والأربعة وأربعون عاماً، ونسبة 24.3% كانت ما بين الخامسة والأربعون حتى الرابعة والستون، ونسبة 17.7% كانت ضمن فئة الخامسة والستون عاماً فما فوق. وتوزع التركيب الجنسي للسكان بنسبة 51.0% ذكور و49.0% إناث.